# Constant Joacim
Constant Joacim est un footballeur belge né le 3 mars 1908 à Berchem (Belgique) et mort le 12 juin 1979.
Il est défenseur au Royal Berchem Sport, lorsqu'il est sélectionné en équipe de Belgique le 16 mai 1931 (Belgique-Angleterre, 1-4). Il joue onze fois avec les Diables Rouges, jusqu'en 1937.
À Berchem, il a comme équipier Émile Stijnen. Le club termine troisième du championnat en 1931, puis cinquième l'année suivante, mais en 1933, il est relégué en division inférieure.
Constant Joacim et Émile Stijnen partent ensuite jouer à l'Olympic de Charleroi de 1935 à 1939 : ils participent à l'ascension du club wallon de la Promotion C (Division 3) à la Division d'Honneur (Division 1). Cette fameuse équipe, composée de joueurs flamands, était surnommée le "Flaminpic".
Pendant la guerre, Constant Joacim joue au Royal Tilleur FC puis au KVV Overpelt Fabriek.

## Palmarès
- International belge A de 1931 à 1937 (11 sélections)
- premier match international: le 16 mai 1931, Belgique-Angleterre (1-4)
- participation à la Coupe du monde en 1934 en Italie (joue le match Belgique-Allemagne (2-5))
- Champion de Belgique D2 en 1937 avec l'Olympic de Charleroi